# Osservatorio di Gaocheng
L'osservatorio di Gaocheng è un osservatorio astronomico del XIII secolo situato nel recinto sacro di Zhou Gong, a Gaocheng, nei pressi di Dengfeng, nella provincia cinese dello Henan. Secondo il Zhou Li ("Riti di Zhou") il luogo in cui sorge l'osservatorio sarebbe il centro della Terra.
L'osservatorio di Gaocheng è uno dei "monumenti storici di Dengfeng" dichiarati patrimonio dell'umanità nel 2010.

## Storia
Il sito ha una lunga tradizione di osservazioni astronomiche, risalente all'epoca degli Zhou occidentali. Vi si trova uno gnomone utilizzato per effettuare i calcoli che portarono alla redazione del calendario Da Yan nel 729.
L'attuale osservatorio fu costruito nel 1276 al tempo della dinastia Yuan per ordine dell'imperatore mongolo Kublai Khan il quale aveva disposto che gli astronomi Guo Shoujing e Wang Xun perfezionassero ulteriormente il calendario cinese.
L'osservatorio è costruito in muratura di pietra e mattoni e si compone di due elementi: la torre e lo shigui (ovvero il "righello per misurare il cielo").
La piattaforma della torre è alta 9,46 metri, mentre l'intero edificio, comprensivo delle due cabine sulla sommità, raggiunge i 12,62 metri di altezza. Lo gnomone consiste in una sbarra posta orizzontalmente fra le due cabine.
Lo shigui, che si estende verso nord, è lungo 31,19 metri ed è largo 0,53. Ai lati scorrono due canali che servono a controllare che sia perfettamente orizzontale. La direzione dello shigui è quella del meridiano che passa per lo gnomone. La lunghezza dell'ombra dello gnomone viene misurata a mezzogiorno sullo shigui. Lo jingfu (uno strumento con molti fori) sui canali è usato per misurare l'ombra con una precisione di 2 mm. Al solstizio d'inverno l'ombra è lunga quasi quanto lo shigui.
I rilevamenti effettuati a Gaocheng, così precisi rispetto a quelli precedenti, servirono a elaborare il nuovo calendario Shoushi del 1281, che rimase in uso per 364 anni. La lunghezza dell'anno tropico fu determinata in 365 giorni, 5 ore, 49 minuti e 20 secondi, un valore analogo a quello rilevato nel calendario Gregoriano, ma ottenuto tre secoli prima.
Quello di Gaocheng fu il primo di una serie di osservatori costruiti dalla dinastia Yuan.
Il fratello di Kubilai Khan, l'Ilkhan Hülegü, nel 1259 fece costruire l'osservatorio di Maragheh nell'Azerbaigian persiano per l'astronomo Nasir al-Din al-Tusi.